# Cabeço Grande
O Cabeço Grande é uma elevação portuguesa localizada no concelho de São Roque do Pico, ilha do Pico, arquipélago dos Açores.
Este acidente geológico tem o seu ponto mais elevado a 388 metros de altitude acima do nível do mar. Esta formação encontra-se na proximidade da localidade de Santo António, do Cabeço da Árvore e do Seio do Espigão.